# Pseudancistrus longispinis
Pseudancistrus longispinis és una espècie de peix de la família dels loricàrids i de l'ordre dels siluriformes.
Els adults poden assolir els 10,4 cm de longitud total. Es troba a Sud-amèrica: Guaiana Francesa.